# Iouri Levitine
Pour les articles homonymes, voir Levitine.
Iouri Abramovitch Levitine (en russe : Юрий Абрамович Левитин, en anglais : Yuri Levitin, ISO 9 : Ûrij Levitin), né le 28 décembre 1912 à Poltava et mort le 26 juillet 1993, ou le 2 août 1993, à Moscou, est un compositeur de musique classique soviétique ukrainien,. Il fut l'élève de Dmitri Chostakovitch.
Mieczysław Weinberg, grand compositeur soviétique et ami de Chostakovitch, lui dédia son Quatuor à cordes no 14, Opus 122, de 1978,.

## Biographie
Levitine est né le 28 décembre 1912 à Poltava en Ukraine. En 1935, il est diplômé au Conservatoire de Leningrad. En 1937, il obtient un diplôme de troisième cycle en piano. Il poursuit ensuite le conservatoire par des classes de composition sous l'enseignement de Dimitri Chostakovitch (qui y enseigna de 1937 à 1966), et obtient son diplôme en composition en 1942,.
Il est pianiste à la Société philharmonique de Léningrad de 1931 à 1941,. Puis il devient responsable de 1941 à 1942 de la partie musicale du théâtre des variétés, de Tachkent en Ouzbékistan, une grande partie du conservatoire de Léningrad et nombre de compositeurs ayant alors fuit l'invasion allemande en se réfugiant à Tachkent. À partir de 1942, il vit et travaille à Moscou,.
Sa carrière artistique commence en 1937. Il devient membre du Parti communiste de l'Union soviétique (PCUS) en 1947.
Très peu d'informations semblent disponibles sur sa vie privée. Il fut le second mari de la joueuse de tennis russe Natalia Yakovlevna Gringaut (Наталья Яковлевна Грингаут, 2 août 1993-15 novembre 1993). Ils sont inhumées côte à côte, au cimetière.
Mort le 2 août 1993 à Moscou, il est enterré au cimetière de la Présentation de Moscou.

## Compositions
Le champ couvert par les compositions de Iouri Levitine est très vaste, le compositeur semblant avoir tout fait de possible dans ce domaine dans sa carrière, passant de la symphonie et de l'opéra à la chanson de variétés ou aux musiques d'illustration pour dessins animés.
Ses œuvres comportent :
- quatre opéras :
  - "Mona Marianne" (1939)[4],[5]
  - "L'Obier rouge" (1983), d'après le film homonyme de Vassili Choukchine)[4],[5]
  - l'opéra pour enfants "Moidodyr" (1963)[4],[5]
  - "Monument à moi" (pour Kouïbychev, 1965)[5]
- une opérette : "le coup du couronnement" (1972)[5]
- de nombreuses chansons, notamment des cycles de chansons sur des textes de poètes russes et soviétiques  ainsi que sur des poèmes de Robert Burns[11],[4]
- de nombreuses œuvres vocales symphoniques, notamment des pièces à thématique militaire (oratorio "Guerre sainte" (1942), le "Requiem à la mémoire des héros tombés" (1946)) ou patriotique ("Patrie", "Les lumières de la Volga" (1951))[4]
- sept cantates,
- deux symphonies :
  - Symphonie no 1 «Jeunesse» (1948, revue en 1955)[5]
  - Symphonie no 2, sur des paroles de E. Vinokourov (1962)[5]
- des concertos pour orchestre,
- des concertos ou œuvres concertantes pour instruments solistes et orchestre, dont des concertos pour la trompette, la clarinette, le violoncelle (dont une Suite pour violoncelle et orchestre de chambre, interprétée par Mstislav Rostropovitch au Carnegie Hall en 1967[12]) le hautbois (Concerto pour Hautbois en la majeur, Op. 50, 1959[13]) et le cor,
- de la musique de chambre, dont 14 quatuor pour cordes[11] et des œuvres pour instrument seul (Sonate pour contrebasse, Op. 58[14]),
- cinq suites pour orchestre de variété ("Jeunesse", "Russe", "Ballet", "Sport" et "Ukrainien")[4],
- la musique d'au moins 41[15] films, courts-métrages et dessins animés russes. Il a notamment écrit la musique :
  - du film Le Don paisible de Sergueï Guerassimov, d'une durée de 6 heures[16] ;
  - du dessin animé La Princesse grenouille de 1954 ;
  - de la série en cinq films Libération de 1971, retraçant les épisodes marquants de la Seconde Guerre mondiale ;
  - du film d'animation en volume Krasa nenaglyadnaya de 1959.

## Musique de films
- 1952 : Kachtanka (Каштанка) film d'animation de Mikhaïl Tsekhanovski
- 1954 : La Princesse grenouille (Царевна-Лягушка) film d'animation de Mikhaïl Tsekhanovski
- 1958 : Krasa nenaglyadnaya (Краса ненаглядная) film d'animation de Vladimir Degtiariov (ru)
- 1958 : Le Don paisible (Тихий Дон, Tikhiy Don) de Sergueï Guerassimov
- 1971 : Libération (Освобождение (киноэпопея)) de Iouri Ozerov
- 1983 : Les Demidov (Демидовы, Demidovy) de Yaropolk Lapchine (ru)
- 1990 : Stalingrad (Сталинград) de Youri Ozerov

## Distinctions
- Prix d'État de l'URSS (prix Staline) de troisième degré en 1952, pour l'oratorio Les lumières de la Volga (1951)[4]
- Artiste émérite de la République socialiste fédérative soviétique de Russie (RSFSR) (20/07/1965)[5]
- Artiste du peuple de la RSFSR (03/06/1980)[4],[5]

## Écouter en ligne
- Concerto pour Hautbois en la majeur, Op. 50, 1959 : vidéo musicale sur youtube, intégrale de l'œuvre
- Concerto pour Piano et Orchestre no 2 Bk4 Op.4 - Andante Cantabile: retranscrit en duo à deux pianos : vidéo amateur sur youtube (élève avec un professeur)
- Sonate pour contrebasse seule, premier mouvement joué par Anthony Stoops, 2008 : vidéo youtube, capture de récital au Conservatoire de Paris
- Les aventures de Murzilki, dessin animé (musique de Levitine ou arrangée par Levitine) : (ru) vidéo youtube en russe
- chanson de variétés, musique de Levitine : (ru) Владимир ТРОШИН - Старая пластинка (Vladimir Troshin - ancien enregistrement)